# Кузенков, Митрофан Афанасьевич
Митрофан Афанасьевич Кузенков (3 июня 1894 года, с. Павловичи, Павловская волость, Севский уезд, Орловская губерния — неизвестно) — советский военачальник, полковник (1943).

## Начальная биография
Митрофан Афанасьевич Кузенков родился 3 июня 1894 года в селе Павловичи ныне Суземского района Брянской области.

## Военная служба

### Первая мировая и гражданская войны
В мае 1915 года призван в ряды Русской императорской армии и направлен в запасной батальон, дислоцированный в Курске, откуда в августе был переведён в 1-й пулемётный полк в Ораниенбауме, где после окончания учебной команды служил инструктором в 9-й роте. В марте 1916 года назначен на должность помощника командира взвода в составе отдельной пулемётной команды, которая была передислоцирована в Могилёв, где была включена в состав 8-й зенитной батареи при Ставке Верховного главнокомандующего. Старший унтер-офицер М. А. Кузенков в мае 1917 года заболел, после чего отправлен в трёхмесячный отпуск домой, после окончания которого не вернулся в часть.
После Октябрьской революции служил секретарём сельсовета и секретарём волостного комитета бедноты в Орлинской волости Севского уезда.
В октябре 1918 года призван в ряды РККА и направлен красноармейцем в 54-й стрелковый Украинский полк, дислоцированный в Киеве, а в мае 1919 года переведён начальником пулемётной команды на Киевские инженерные курсы, на которые вскоре был зачислен курсантом. В составе курсов принимал участие в боевых действиях против войск под командованием генерала А. И. Деникина, Ю. О. Тютюнника и атамана Зелёного. В августе — сентябре курсы были отозваны с фронта и затем переведены в Казань, где были включены в состав Казанских инженерных курсов. Из-за того, что заболел тифом, М. А. Кузенков окончить курсы не смог. После выздоровления направлен на учёбу на Казанские кавалерийские курсы, после окончания которых в августе 1920 года назначен на должность командира кавалерийского взвода курсантского эскадрона в составе Восточной бригады курсантов, которая вскоре была передислоцирована в Баку. После организации учёбы М. А. Кузенков назначен на должность заместителя начальника учебной части кавалерийских курсов в составе Восточной бригады курсантов, после чего участвовал в ходе установления советской власти на территории Грузии.

### Межвоенное время
В ноября 1922 года назначен на должность командира роты в Красноармейском университете в Тифлисе, в апреле 1923 года — на должность для поручений при начальнике штаба Батумского погранотряда, в мае того же года — на должность командира 5-й отдельной Ленинаканской (Александропольской) пограничной роты, а в мае 1924 года — на должность начальника 38-го Ахалцихского погранотряда. В сентябре 1924 года направлен на учёбу в Высшую пограничную школу ОГПУ в Москве, после окончания которой в августе 1925 года вернулся на прежнюю должность.
С сентября 1927 года М. А. Кузенков служил командиром 60-го отдельного Кутаисского кавалерийского дивизиона, с ноября 1929 года помощником начальника 14-го погранотряда, дислоцированного в м. Плещеницы (Логойский район, Минская область), с октября 1930 года — преподавателем военных дисциплин в 1-ю пограничную школу войск ОГПУ, дислоцированной в Новом Петергофе, а с октября 1931 года — инструктором школьного отдела Главного управления пограничной охраны НКВД.
В сентябре 1932 года переведён в Главное управление пожарной охраны НКВД, где назначен на должность инспектора по мобилизационной работе, в августе 1933 года — на должность инспектора, затем — на должность старшего инспектора политотдела, в феврале 1935 года — на должность начальника отделения пропаганды и агитации политсостава, в августе 1938 года — на должность заместителя начальника политотдела, а в сентябре 1940 года — на должность секретаря партбюро управления.

### Великая Отечественная война
С началом войны находился в должности секретаря партбюро управления пожарной охраны НКВД принимал участие  московской битве. Награждён медалью «За оборону Москвы».
В мае 1942 года назначен военным комендантом Ярославля.
В сентябре 1942 года майор М. А. Кузенков направлен на учёбу на курсы «Выстрел», после окончания которых в ноябре того же года направлен в распоряжение Военного совета Северной группы войск Закавказского фронта и 18 декабря назначен на должность командира 626-го стрелкового полка в составе 151-й стрелковой дивизии, которая до 23 декабря находилась в резерве Северной группы войск Закавказского фронта, прикрывая кизлярское направление, затем заняла рубеж нас. пунктов Морозовский, Сунженский, Нортон, откуда перешла в наступление, проходя в сутки по 35-50 километров, а затем принимала участие в ходе Ростовской наступательной операции и в освобождения Азов, после чего перешла к оборонительным боевым действиям по реке Самбек. 11 марта 1943 года М. А. Кузенков назначен на должность заместителя командира этой же дивизии, которая вскоре принимала участие в ходе Миусской наступательной операции, во время которой 1 августа того же года назначен на должность командира 33-й гвардейской стрелковой дивизии, однако 13 августа был снят с занимаемой должности и назначен заместителем командира 49-й гвардейской стрелковой дивизии, которая принимала участие в ходе Донбасской наступательной операции, прорыва обороны противника на реке Молочная и битвы за Днепр в районе Херсона.
6 января 1944 года полковник М. А. Кузенков был контужен, после чего эвакуирован в госпиталь, а с 10 февраля по 3 апреля лечился в санатории «Архангельское». После выздоровления в июне того же года назначен на должность заместителя начальника отдела всевобуча Московского военного округа, а 10 сентября — на должность начальника этого же отдела.

### Послевоенная карьера
После окончания войны находился на прежней должности.
Полковник Митрофан Афанасьевич Кузенков 25 мая 1946 года вышел в запас по болезни.
Дальнейшая судьба не известна.

## Награды
- Орден Ленина (21.02.1945);
- Два ордена Красного Знамени (10.02.1944, 03.11.1944);
- Орден Красной Звезды (17.03.1943);
- Медали;
- Медали, в том числе «За оборону Москвы»[3], «За победу над Германией»
- Знак «Почётный чекист».